# Paraška
Paraška (ukrajinsky  Парашка) nebo také Paraska je hora na Ukrajině, vysoká 1268,5 m. Patří do pohoří Skolské Beskydy, které je součástí Východních Karpat. Nachází se nedaleko města Skole ve Lvovské oblasti. Paraška je nejvyšším vrcholem, který leží celý na území Lvovské oblasti, za příznivého počasí je z jejího vrcholu vidět 90 km vzdálené město Lvov.
Na svazích rostou jedle, smrky a buky. Pramení zde Velyka Rjička, přítok Stryje, na níž leží vodopád Hurkalo. V okolí byl vyhlášen přírodní park.
Hora je pojmenována podle pověsti o Parašce, dceři knížete Svjatoslava Vladimiroviče, který byl na tomto místě roku 1015 zabit svým bratrem Svatoplukem. Je zde umístěna pamětní deska připomínající tuto událost. Přes horu vede značená turistická stezka ze Skole do Majdanu. Na vrcholu Parašky byl v roce 1999 vztyčen kříž. 